# Doom (film)
Doom è un film del 2005 diretto da Andrzej Bartkowiak, basato sulla popolare serie di videogiochi Doom.

## Trama
Su Marte in una base per ricerche scientifiche alcuni scienziati stanno correndo per salvarsi da qualcosa. Uno ad uno vengono catturati nell'oscurità. Uno scienziato, il dottor Todd Carmack, riesce a salvarsi dentro a una stanza di sicurezza. Una scienziata riesce a sfuggire all'essere che li sta inseguendo, ma la porta della stanza si chiude prima che possa entrare lasciandole il braccio intrappolato. La creatura la strappa dalla porta e Carmack manda un segnale SOS. Infine la "cosa" riesce a sfondare la porta.
Sulla Terra, una squadra di Marine formata dal comandante Sarge e dai soldati John "Reaper" Grimm, Duke, Portman, Destroyer, Goat, Kid e Mac viene mandata su Marte tramite un dispositivo di teletrasporto chiamato Arca. La missione è "cercare e distruggere", per eliminare il disturbo che sta accadendo alla stazione della Union Aerospace Corporation e recuperare le loro proprietà, venendo guidati dal responsabile della stazione Marcus Pinzerowski, detto "Pinky", costretto su delle ruote cibernetiche dopo un incidente con l'Arca (viene spiegato che sfortunatamente "lui era andato in una galassia, le sue chiappe in un'altra"). La missione si complica quando il Dr. Carmack viene trovato in stato confusionale, al punto da strapparsi un orecchio; una volta portato nel laboratorio, senza che nessuno se ne accorga, il Dr. Carmack sparisce. I marine continuano ad esplorare la stazione trovando anche strane creature che tentano di ucciderli. Uno di essi, un Imp, riesce ad uccidere Goat, ma viene ucciso a sua volta dagli altri e portato dalla dottoressa Samantha Grimm, la sorella di John. Dai campioni di sangue presi dalla creatura viene determinato che la loro struttura genetica è stata alterata dall'aggiunta di un cromosoma 24, un siero estratto da ciò che rimaneva di un'antica civiltà marziana, che trasforma gli umani in superumani o mostri in base al loro essere "buono" o "cattivo"; più tardi Samantha e Duke vengono attaccati da un altro Imp ma riescono a imprigionarlo attraverso una nanoporta. Dalle analisi effettuate su entrambi i soggetti - e notando che sul secondo Imp manca l'orecchio sinistro - la dottoressa Grimm scopre che si tratta proprio del Dr. Carmack. Di conseguenza il cromosoma viene classificato come infezione, che viene diffusa dalle lingue sparate dagli infetti. Anche Goat creduto inizialmente morto si rianima, iniziando a trasformarsi. Ma riuscendo a mantenere lucidità è conscio di ciò che sta diventando, e piuttosto che diventare un mostro, si fa il segno della croce e si spacca la testa in un vetro uccidendosi. 
A causa di molteplici attacchi da parte degli Imp e di un mostro gigante, chiamato Hell Knight (probabilmente il campione originale), la squadra di marine si riduce a Sarge, John, "The Kid", e Duke, assieme a Samantha. Nonostante gli sforzi l'Hell Knight riesce a fuggire sulla Terra tramite l'Arca. Prima di lasciare la stazione Sarge ritira la Bio Force Gun (BFG), e la dottoressa porta con sé un campione del cromosoma 24. Si scopre che i ricercatori hanno creato involontariamente gli Imp dando del siero a un umano che si sarebbe trasformato nell'Hell Knight.
Sulla Terra, il gruppo scopre che nella stazione UAC vi sono numerosi cadaveri e Sarge ordina che tutti vengano colpiti con pallottole per evitare che ritornino in vita sotto forma di zombie. "The Kid" trova un gruppo di umani non infetti, e chiede che l'ordine di ucciderli venga annullato. Sarge giustizia Kid per aver commesso insubordinazione. Il gruppo continua attraverso la stazione dove Duke viene trascinato attraverso le grate del pavimento da un Imp, Sarge viene trascinato via e Reaper viene colpito da un proiettile vagante. Per salvare la sua vita, la sorella gli inietta il cromosoma 24. John diventa un "super-umano" e le sue ferite si curano istantaneamente, potenziandolo anche con velocità, agilità e forza estreme. In seguito al cambiamento di Reaper, il film inizia a vedersi in prospettiva in prima persona tipica degli sparatutto in prima persona, che ricorda molto Doom 3 in termini di ambiente, creature e stile.
Mentre sta uccidendo i mostri rimanenti, Reaper viene attaccato da un Demon (uguale al mostro Pinky Demon di Doom 3), ovvero Pinky trasformato in un feroce mutante-cyborg. Reaper riesce a distruggerlo usando la tipica motosega. Al termine della stazione, Reaper trova un cumulo di cadaveri e un buco blu nel muro, causato da un'esplosione del BFG. Vicino al buco Reaper incontra Sarge e la sorella svenuta sul suolo. Reaper chiede che è successo e Sarge risponde di aver sistemato la gente. John nota che sul collo Sarge ha la stessa ferita che Carmack aveva prima di diventare un Imp. I due marine iniziano il duello, con Reaper che evita il colpo di BFG di Sarge e cominciano a combattere con le sole mani, durante la quale inizia la trasformazione di Sarge. John riesce a spedire Sarge attraverso l'Arca, assieme a una granata, segnando il destino del marine assieme a quello della stazione su Marte. Finalmente John e Samantha possono ritornare insieme sulla superficie della Terra lasciandosi quell'inferno alle spalle.
Il C24 (abbreviazione di "cromosoma 24") quindi è un siero che agisce sul DNA dando all'essere vivente prestazioni fisiche e mentali assolutamente eccezionali. Questo siero però agisce in un modo diverso da persona a persona (o da essere a essere) basandosi sul genoma umano: un essere vivente il cui genoma lo renda particolarmente aggressivo e psicotico (citato della dottoressa Grimm) si trasforma in un mostro, perdendo lentamente il controllo di sé finché diventa un mostro vero e proprio. Nel film la dottoressa dice che dato che il 10% del genoma umano è sconosciuto quindi si deduce che non si può capire quale effetto avrà il siero sulla persona a cui viene somministrato il C24 (quindi figuriamoci su altri esseri viventi di cui si sa ancora meno) mentre se quel tipo di genoma ha funzioni opposte a quelle descritte poc'anzi il C24 potenzierà il corpo in cui è stato iniettato senza trasformazioni fisiche; l'essere in questione diventerà due volte o più volte forte, veloce, reattivo e lo stesso discorso vale per caratteristiche interne come: riflessi molto rapidi e intelligenza incredibile; inoltre il C24 aumenta la velocità della rigenerazione delle cellule che risulta quasi istantanea. In conclusione solo esaminando il restante 10% del genoma umano si possono capire gli effetti positivi o negativi che darà, precisando che non è detto che una persona cattiva debba per forza dare risultati negativi, in sostanza dipende dal restante 10% del genoma.

## Personaggi
- John "Reaper" Grimm (Karl Urban): il protagonista del film. Un ex-scienziato che si è unito alle forze militari dopo la morte dei suoi genitori su Marte. Seguendo la sua coscienza, si oppone alla UAC e al Sergente. Viene ferito gravemente e "contagiato" volontariamente dalla sorella con il C24, diventando così un superuomo. Durante lo scontro finale ucciderà Sarge, ormai divenuto un mostro, nonché tutte le "creature" rimaste nel complesso dell'Arca.
- Asher "Sarge" Mahonin (Dwayne Johnson): l'antagonista principale del film. Sarge è il caposquadra ed è un marine professionista che ha una buona relazione con gli uomini della sua squadra. La sua lealtà (dovuta al suo passato come Marine) e la fiducia incrollabile riposta nella UAC lo porta a commettere crimini di guerra, fra cui uccidere persone non infette e perfino uno dei suoi uomini (Kid). Viene affrontato da Reaper durante la sua trasformazione in mostro, scaraventato nell'Arca e ucciso con una granata. Durante l'assedio di Olduvai, fa utilizzo anche di un cannone al plasma che lo rende molto pericoloso.
- Samantha Grimm: (Rosamund Pike) sorella di John, nonché scienziata e responsabile del recupero dati dai computer del centro ricerche su Olduvai. È lei che convince Reaper, in fin di vita, a farsi iniettare il C24 convinta che non si sarebbe mutato in un mostro. Viene alla fine salvata dal fratello ed è l'unica, a parte lui, a sopravvivere all'ecatombe.
- Eric "Goat" Fantom (Ben Daniels): uomo apparentemente calmo e molto religioso, in realtà è un masochista che gode nel ferirsi ogni volta che infrange uno dei dieci comandamenti, facendosi un taglio sul polso a forma di croce. Viene infettato dal Dottor Steve Willits e morirà durante le operazioni di soccorso, per poi "risorgere". Comprendendo di stare diventando un mostro, si fa il segno della croce e sbatte la testa nel vetro del laboratorio fino ad uccidersi.
- Gregory "Duke" Schofield (Razaaq Adoti): interessato a Samantha, che non sembra ricambiare, è uno dei quattro marine (oltre a Reaper, Sarge e Kid) che sopravvivono all'ecatombe su Olduvai e riescono a tornare indietro all'Arca. Viene ucciso, probabilmente da un Imp, che lo tira attraverso una grata di metallo facendolo a pezzi.
- Gannon "Destroyer" Roark (Deobia Oparei): l'esperto di "demolizioni" della squadra, armato con un gatling. Muore in combattimento mano a mano contro un Hell Knight, pur riuscendo a dare problemi al mostro grazie alla sua forza bruta.
- Kazuhiko "Mac" Yamanoke Takahashi (Yao Chin): enigmatico, silenzioso, questo marine fanatico del baseball viene lasciato a proteggere l'Arca; una volta tornato in battaglia, viene decapitato da un Hell Knight.
- Mark "The Kid" Dantalian (Al Weaver): nuovo acquisto della squadra alla sua primissima missione, Kid è inesperto e insicuro. È tossicodipendente pur non facendolo notare apertamente, chiede a Portman della droga per controllare la paura. Viene ucciso da Sarge dopo il rifiuto di uccidere i civili innocenti.
- Dean "Portman": Portman è il caporale della squadra. Maniaco e depravato, con la passione per i travestiti, è anche il più pavido del gruppo. Offre a Kid della droga per calmare i nervi e si apparta nei bagni per lanciare un S.O.S. nonostante il divieto di Sarge di farlo; non riesce comunque a salvarsi dato che viene catturato da un Imp, trascinato nei condotti dell'aria e ucciso.
- Marco "Pinky" Pinzerosky: il collegamento al terminale centrale dell'Arca su Olduvai per il gruppo di Sarge. In passato, durante un viaggio attraverso l'Arca, ha perso la parte inferiore del corpo e per questo è costretto su una carrozzella tecnologicamente collegata al suo corpo. Fugge usando l'Arca (invece di distruggerla) quando gli Imp invadono il salone centrale (portandoseli dietro) e viene trovato sotto un cumulo di cadaveri da Duke, ancora vivo e illeso. Viene successivamente catturato da un Hell Knight, e si trasforma nel "Pinky Demon", venendo ucciso poi da Reaper.
- Dottor Todd Carmack: è il responsabile dell'equipe di scienziati della base UAC su Marte. A seguito dell'incidente riesce a sfuggire alle creature demoniache per rifugiarsi temporaneamente in una camera di sicurezza e lanciare un segnale d'allarme ai marine sulla Terra. Viene quindi infettato da una delle creature che gli dava la caccia, un imponente demone, e in seguito si trasformerà in uno di essi. I nomi degli scienziati Todd Carmack e Steve Willits sono riferimenti a Todd Hollenshead, John Carmack e Tim Willits, co-proprietari di id Software e sviluppatori del videogioco Doom e dei suoi seguiti, tra cui Doom 3 su cui questo film è basato.[1][2]

## Distribuzione
Il film è stato distribuito nei cinema il 21 ottobre 2005 negli Stati Uniti e il 17 marzo 2006 nelle sale cinematografiche italiane.

## Accoglienza

### Critica
Il film è stato molto criticato, principalmente per la pessima direzione delle scene di battaglia tra i personaggi, troppo confusionarie e difficoltose da seguire. Su Rotten Tomatoes il film ha ricevuto 18/100 e su Metacritic 34/100. Il film ha ottenuto una nomination come Peggior attore per Dwayne Johnson durante i Razzie Awards 2005.
John Carmack, cofondatore di id Software e co-creatore di Doom, si è espresso favorevolmente nei confronti del film, affermando: «Mi è piaciuto. Nessuno si aspetta che un film su un videogioco sia materiale da Oscar, ma penso che questo sia un film d'azione solido con molti riferimenti che divertiranno la comunità dei videogiocatori».

### Incassi
Il film non ha avuto un buon riscontro al botteghino, incassando 58 072 119 $ a fronte dei 60 000 000 $ stimati per la produzione del film.